# Miro la vida pasar
«Miro la vida pasar» es una canción interpretada por el grupo español Fangoria, incluida en su cuarto álbum de estudio, Arquitectura efímera (2004). Fue compuesta por Alaska, Nacho Canut, Pablo Sycet, Fernando Delgado y Mauro Canut, mientras que la producción estuvo a cargo de Fangoria y Carlos Jean. Las compañías GASA, Warner Music y +Más la publicaron como el segundo sencillo del disco el 12 de julio de 2004. Es una canción de género dance-pop que incluye ritmos de techno. La letra es una es una reflexión profunda acerca de la nostalgia, la falta de interés y la lucha interna frente al sufrimiento emocional.
Desde el punto de vista comercial, alcanzó la tercera posición en España, siendo uno de los sencillos más exitosos del grupo.

## Antecedentes y desarrollo
«Miro la vida pasar» Fue compuesta por Alaska, Nacho Canut, Pablo Sycet, Fernando Delgado y Mauro Canut, mientras que la producción estuvo a cargo de Fangoria y Carlos Jean. La canción presenta una estructura musical que evoca las melodías clásicas de las baladas de rock and roll de los años 50, fusionadas con una base rítmica que remite a «Mi novio es un zombi», el éxito emblemático de Alaska y Dinarama. 
Tal como lo expresa Alaska en la contraportada del sencillo, la canción transmite una filosofía de desapego ante las preocupaciones cotidianas, sugiriendo que la ansiedad por los altibajos de la vida es innecesaria, ya que todo es efímero. 

## Lista de canciones y formatos
| CD-Sencillo |                      |          |  |
| N.º         | Título               | Duración |  |
| 1.          | «Miro la vida pasar» | 04:04    |  |

| CD-Sencillo |                                                                 |          |  |
| N.º         | Título                                                          | Duración |  |
| 1.          | «Miro la vida pasar» (Versión álbum "Arquitectura efímera")     | 04:05    |  |
| 2.          | «Miro la vida pasar» (Marc Almond's Fan-Glorious Electro Remix) | 06:46    |  |
| 3.          | «En plan travesty»                                              | 06:04    |  |

| CD-Maxi |                                                                 |          |  |
| N.º     | Título                                                          | Duración |  |
| 1.      | «Miro la vida pasar» (Versión álbum)                            | 04:05    |  |
| 2.      | «Miro la vida pasar» (Marc Almond's Fan-Glorious Electro Remix) | 06:46    |  |
| 3.      | «Miro la vida pasar» (En plan travesti)                         | 06:04    |  |

| Vinilo 12" |                                                                 |          |  |
| N.º        | Título                                                          | Duración |  |
| 1.         | «Miro la vida pasar» (Versión álbum)                            | 04:05    |  |
| 2.         | «Miro la vida pasar» (Marc Almond's Fan-Glorious Electro Remix) | 06:46    |  |
| 3.         | «En plan travesti»                                              | 06:04    |  |

## Posicionamiento en listas

### Semanales
| País (lista)        | Posición |
| ------------------- | -------- |
| España (Promusicae) | 3        |

## Historial de lanzamientos
| País   | Fecha                  | Formato     | Ref.  |
| ------ | ---------------------- | ----------- | ----- |
| España | 5 de abril de 2004     | CD sencillo | [ 1 ] |
| México | 2005                   | CD          | [ 1 ] |
| España | 3 de noviembre de 2023 | Vinilo 12"  | [ 1 ] |